# Luís Francisco Rocha
 Luís Francisco Rocha   Nasceu em S. Bartolomeu de Regatos em 25-8-1830, filho de Caetano Francisco da Rocha e de Gertrudes Cândida do Carmo(Ilha Terceira, Açores, Portugal — Angra do Heroísmo, Ilha Terceira, Açores, Portugal) foi um clérigo português, padre e bacharel e licenciado formado em teologia em 1858. Foi apresentado como Cónego da Sé de Angra e depois apresentado na dignidade de arcediago da Sé de Angra do Heroísmo, (Igreja de São Salvador (Angra do Heroísmo)) e professor do liceu e seminário também de Angra do Heroísmo. Foi o primeiro Vice-Reitor do Seminário de Angra quando este foi fundado.